# مارغريتا أليغير
مارغريتا يوسيفوفنا أليغير (بالروسية: Маргари́та Ио́сифовна Алиге́р)‏؛ (بالروسية: مَرغريتا يوسيفَفنا أليغير)‏
؛ ولدت في 7 أكتوبر 1915، وتوفيت في 1 أغسطس 1992. كانت شاعرة وصحافية ومترجمة روسية سوفيتية.

## سيرة شخصية
ولدت في أوديسا لعائلة يهودية من موظفي المكاتب؛ كان اسم العائلة الحقيقي هو زيليغير (بالروسية: Зейлигер). وعندما كانت مراهقة عملت في مصنع للكيماويات.
```
ثم درست في 
معهد مكسيم غوركي الأدبي
 من 1934 إلى 1937.
[
2
]
```

كانت الموضوعات الرئيسية لشعر أليغير المبكر تدور حول بطولة الشعب السوفيتي أثناء التحول الصناعي مثل قصائد: ( سنة الميلاد 1938، السكك الحديدية 1939، الحجارة والعشب 1940) وبطولته أثناء الحرب العالمية الثانية مثل قصيدة (كلمات، 1943). أما أشهر قصائدها فهي «زويا» (1942)، حول زويا كوسمودميانسكايا، الشابة التي قتلها النازيون. كان هذا العمل من أشهر القصائد خلال الحقبة السوفيتية. من 1940 إلى 1950، تميز شعر أليغير بمزيج من الأبيات شبه الرسمية المتفائلة كقصيدة (جبال لينينسكي، 1953) والقصائد التي حاولت فيها تحليل الوضع في بلدها بطريقة واقعية (انتصارك، 1944 - 1945). في 1956، خلال اجتماع لخروتشوف مع المثقفين، وجه اللوم للكتاب لتدخلهم في الشأن السياسي. يُقال إلى أن أليغير كانت الكاتبة الوحيدة التي عارضته خلال هذا الاجتماع. وبعد تقاعده اعتذر لها عن سلوكه. كتبت أليغير العديد من الموضوعات والمقالات حول الأدب الروسي وانطباعاتها عن السفر من خلال قصيدتي (في الشعر والشعراء، 1980؛ العودة من تشيلي، 1966).
كان زوجها الأول هو الملحن كونستانتين ماكاروف-راكيتين، والذي قُتل على الجبهة الروسية بالقرب من يارتسيفو في 1941 بعد وفاة ابنهما الرضيع (فيما أصبحت ابنتهما تاتيانا [1940-1974] شاعرة ومترجمة)، وهي مأساة مُضاعفة تركتها محطمة. في العام التالي، ارتبطت بعلاقة مع الكاتب ألكسندر فادييف؛ نتج عن هذه العلاقة ميلاد ابنتها ماريا (ماشا إنزنبرغر)، التي تزوجت من هانز ماغنوس إنزينبيرغر وعاشت في الخارج لمدة عشرين عامًا، وقتلت نفسها بعد فترة وجيزة من عودتها إلى روسيا في 1991. كان زوج أليغير الثاني والأخير مسؤول اللجنة المركزية إيغور تشيرنوتسان (1918-1990). وقد عاشت من بعد وفاة جميع أزواجها وأطفالها، حيث توفيت من بعد وقت قصير من وفاة ابنتها ماريا إنزينسبرغر. ودفنت مارغريتا أليغير في بيريديلكينو بجوار ابنتيها.

## أعمال مختارة
- سنة الميلاد (1938)
- زويا (1942)
- انتصارك (1945)
- آمال عظيمة
- اثنان (1956)
- لينينسكي غوري (لينين هيلز)
- الساعة الزرقاء (1970)

## وصلات خارجية
- شعر مارغريتا أليغير